# Лунка Мурешулуј (Муреш)
Лунка Мурешулуј (рум. Lunca Mureșului) насеље је у Румунији у округу Муреш у општини Алуниш. Oпштина се налази на надморској висини од 404 m.

## Становништво
Према подацима из 2002. године у насељу је живело 775 становника.

### Попис2002.
| Расподела становништва по националности 2002.‍ | Расподела становништва по националности 2002.‍ | Расподела становништва по националности 2002.‍ | Расподела становништва по националности 2002.‍ | Расподела становништва по националности 2002.‍ |
| --------------------------------------------- | --------------------------------------------- | --------------------------------------------- | --------------------------------------------- | --------------------------------------------- |
|                                               |                                               |                                               |                                               |                                               |
| Румуни                                        | Румуни                                        |                                               | 99                                            | 12,8%                                         |
| Мађари                                        | Мађари                                        |                                               | 624                                           | 80,5%                                         |
| Роми                                          | Роми                                          |                                               | 52                                            | 6,7%                                          |